# ダイハツ・YRV
YRV（ワイアールブイ）は、ダイハツ工業が生産していた5ドア・セミトールワゴン型の小型乗用車である。

## 概要
1998年に発売されたストーリアをベースに、当時人気のあったコンパクトRVとして開発された。初めからヨーロッパ市場での販売が計画され、デザイン、操縦性もヨーロッパでの使用を意識して開発が進められ、実際にヨーロッパでの走行実験において足回りをヨーロピアンテイストに仕上げた。エンジンは初代トヨタ・ヴィッツ用の1,000 ccエンジン（1SZ-FE型）をベースに排気量を1,300 ccに拡大したターボエンジン・K3-VET、ノンターボ・K3-VEが開発された。これらのエンジンは、ストーリア、テリオス、アトレー7にも搭載され、ダイハツのこのクラスの主力エンジンとなった。なお、K3-VETは発売当時世界最強の1,300 ccエンジンと言われ、パワーウェイトレシオは、6.7 kg/PSとスポーツカーといえるほどの動力性能（7が基準値）を誇った。YRVの販売が終了した現在でも（2013年時点で）これを超える同クラスのエンジンはない。
独特のサイドウインドウ形状は「ダブルウェッジスタイル」と呼ばれる。インテリアでは幾何学調のシボを用いたダッシュボードや順手で握るインパネシフトが特徴。
パノラマガラスルーフ車以外は機械式駐車場への入庫が可能な全高である。
なお、開発当初はトヨタ自動車向けにOEM供給の計画があったため、当時のダイハツ車としては珍しくリア部にもダイハツのエンブレム（トヨタのCI（Tマーク））と同じサイズの楕円で囲われたダイハツのCI（Dマーク）が付いていた。自動車雑誌「ニューモデルマガジンX」の予想特集では「スターレット復活」として、"トヨタからスターレットが再登場するのではないか"と予測されていた。

## 年表
- 2000年（平成12年）8月30日 - 販売開始。キャッチコピーは「走れ!快感。」「速いって、快感。」「走るって、快感。」。また、CMキャラクターには郷ひろみが起用された[注釈 2][注釈 3]。

当初、1.0 L車は「CG」（2WD車のみ）、1.3 L車は標準車・「Sパック」・「エアロSパック」・「ターボ」・「ターボパノラマパック（2WD車のみ）」が設定されていた。「CG」と1.3 L・NA車は4ATのほかに5MTも設定。1.3 L・ターボ車は4ATのみ。ATセレクトレバーはNAがコラムシフトで、ターボがフロアシフト。MTモード搭載車の場合、MTモード操作出来るのはステアリングスイッチのみとなる。
- 2001年（平成13年）
  - 1月30日 - 特別仕様車「リミテッド」シリーズ・「Sエディション」を発売。

前者は標準車・「エアロSパック」・「ターボパノラマパック」をベースに、マルチリフレクターハロゲンフォグランプ、シートリフター（運転席）、2DIN CD/MD・AM/FM付ステレオ（カロッツェリア）を装備。さらに、「リミテッド」にはスモークドガラス、スライド&分割可倒式リヤシート、リアドアスピーカーを、「エアロSパック リミテッド」にはクリスタルリヤコンビランプ（クリア）とスライド&分割可倒式リヤシートをそれぞれ装備した。
後者は「CG」をベースにカラード電動格納式ドアミラー、フルホイールキャップ、UVカットガラス、リアワイパー、運転席シートリフター、リア分離式ヘッドレスト、パワーウィンドウ、パワードアロック、キーレスエントリー、衝撃感知安全システム、2DIN CD・AM/FM付ステレオを装備した充実仕様である。
  - 12月27日 - 一部改良。

グレード体系を一新し、1.0 L車は「L」に、1.3 L・NA車は「パルコL」と「パルコS」に、1.3 L・ターボ車は「ターボG」・「パルコターボ」・「ターボR」の6グレードとなる。「パルコターボ」はターボ車でコラムシフトを採用。また、「パルコL」・「パルコS」の2WD車は「超-低排出ガス（★★★）」認定を取得するなど環境性能も向上された。
- 2002年（平成14年）12月25日 - 一部改良。1.0 L車を廃止。「L」はエンジンを1.0 Lから1.3 Lに拡大しつつ、価格を抑えた廉価グレードとしての位置づけとなり、「L」よりも装備を充実した「X」、「X」のターボエンジン車である「ターボX[注釈 4]」の3グレードとなる。
- 2004年（平成16年）4月 - 仕様変更。車両型式を変更し、「L」と「X」の2WD車は「平成17年基準排出ガス50%低減レベル（☆☆☆）」認定を取得。
- 2005年（平成17年）
  - 8月[2] - 生産終了。在庫のみの対応となる。
  - 9月 - 販売終了。

ダイハツの車種として姉妹関係を持たずOEMなどの実績がない小型自動車（普通自動車）としては最新の車種で、これ以後に発売された車種はいずれも他メーカーなどに姉妹関係の車種が存在する。

## 車名の由来
- ｢Youthful style（若々しく）｣「Robust body（たくましく）」「Vivid performance（イキイキと）」の頭文字。